# Helstroff
Helstroff (fràncic lorenès Helchstroff) és un municipi francès situat al departament del Mosel·la i a la regió del Gran Est. L'any 2007 tenia 453 habitants.

## Demografia

### Població
El 2007 la població de fet de Helstroff era de 453 persones. Hi havia 152 famílies, de les quals 22 eren unipersonals (9 homes vivint sols i 13 dones vivint soles), 40 parelles sense fills, 72 parelles amb fills i 18 famílies monoparentals amb fills.
La població ha evolucionat segons el següent gràfic:
Habitants censats

### Habitatges
El 2007 hi havia 163 habitatges, 154 eren l'habitatge principal de la família i 9 estaven desocupats. 157 eren cases i 7 eren apartaments. Dels 154 habitatges principals, 131 estaven ocupats pels seus propietaris, 22 estaven llogats i ocupats pels llogaters i 1 estava cedit a títol gratuït; 2 tenien dues cambres, 3 en tenien tres, 23 en tenien quatre i 125 en tenien cinc o més. 141 habitatges disposaven pel capbaix d'una plaça de pàrquing. A 60 habitatges hi havia un automòbil i a 81 n'hi havia dos o més.

### Piràmide de població
La piràmide de població per edats i sexe el 2009 era:
| Homes | Edats   | Dones |
| ----- | ------- | ----- |
| 0     | 95 o +  | 0     |
| 0     | 90 a 94 | 0     |
| 0     | 85 a 89 | 0     |
| 0     | 80 a 84 | 0     |
| 0     | 75 a 79 | 4     |
| 12    | 70 a 74 | 16    |
| 0     | 65 a 69 | 4     |
| 16    | 60 a 64 | 4     |
| 8     | 55 a 59 | 16    |
| 12    | 50 a 54 | 4     |
| 4     | 45 a 49 | 12    |
| 12    | 40 a 44 | 8     |
| 20    | 35 a 39 | 20    |
| 24    | 30 a 34 | 20    |
| 8     | 25 a 29 | 4     |
| 4     | 20 a 24 | 8     |
| 4     | 15 a 19 | 12    |
| 12    | 10 a 14 | 16    |
| 16    | 5 a 9   | 28    |
| 8     | 0 a 4   | 12    |

## Economia
El 2007 la població en edat de treballar era de 289 persones, 218 eren actives i 71 eren inactives. De les 218 persones actives 195 estaven ocupades (102 homes i 93 dones) i 23 estaven aturades (13 homes i 10 dones). De les 71 persones inactives 20 estaven jubilades, 32 estaven estudiant i 19 estaven classificades com a «altres inactius».

### Ingressos
El 2009 a Helstroff hi havia 163 unitats fiscals que integraven 464 persones, la mediana anual d'ingressos fiscals per persona era de 19.906 €.

### Activitats econòmiques
Dels 8 establiments que hi havia el 2007, 1 era d'una empresa de fabricació d'altres productes industrials, 2 d'empreses de construcció, 3 d'empreses de comerç i reparació d'automòbils, 1 d'una empresa d'informació i comunicació i 1 d'una entitat de l'administració pública.
Els 2 serveis als particulars que hi havia el 2009 eren fusteries.
L'any 2000 a Helstroff hi havia 12 explotacions agrícoles que ocupaven un total de 1.512 hectàrees.

## Poblacions més properes
El següent diagrama mostra les poblacions més properes.